# Kadarkút
Kadarkút város Somogy vármegyében, a Kaposvári járásban. A kistérségek 2014-es megszüntetése előtt a Kadarkúti kistérség székhelye volt.

## Fekvése
Kaposvártól 25 kilométerre helyezkedik el, Belső-Somogy és a Zselic határán. Kaposvár és Nagyatád, a 61-es és 68-as főutak felől a Kaposfő-Lábod közti 6616-os úton, Szigetvár felől a 6-os főúttól idáig húzódó 6607-es úton, Nagybajom felől pedig a 6618-as úton.
A település alaprajza a 19. századi rendezésnek köszönhetően szabályos: egymásra merőleges utcákból áll.
A községhez a következő puszták tartoztak, illetve tartoznak: Hódos-puszta, Körmendpuszta és Somogyszentimrepuszta.

## Története

### Időszámításunk előtt
A miocén és pliocén időszakban a területet a Pannon-tenger borította, melynek visszahúzódását követően a terület jellemzően mocsaras volt. A történelem korai időszakában az emberi jelenlét nem volt számottevő, azonban a település környékén az előkerült leletek szerint már i. e. 8000–10 000 évvel ezelőtt is éltek.

### A középkorban
Kadarkút első, és az utókorra fennmaradt írásos említése az 1332-1335 években készült pápai tizedjegyzékében található: a tizedszedés második évében (1333) Kadacuta, majd Kadarcuta formában, a tizedszedés harmadik évében (1334) Kadarkuta, míg negyedik évében (1335) Chadarcuthay formában írták a helység nevét.
A település első okleveles említése Tamás országbíró által, alsólendvai Miklós bán és Szentkirályi Jakab fia János közötti perben 1353-ban kiadott oklevelében található Kadarkuth formában. Az akkori és későbbi dokumentumok több különböző alakban is említik a települést, úgymint: Chadarcuthay, Kadarcuch, Kadarkutha, Kethkadarkutha, Kadarkuth.
A középkorban a város mai területén hét falu létezett: Kadarkút, Kiskadarkút, Szentkirály, Körmend, Kenéz, Szentimre és Hódos. Az Árpád-házi és az utánuk következő, török megszállás előtti királyok uralkodása alatt többen is pereskedtek a település birtoklásáért, de az itt lakók békés életet éltek.

### A török idők
Kadarkút és környéke 1554-től tartozott a török területek közé, amikor lakói már a törököknek is adóztak. A mohácsi szandzsák 1554-ben készült fejadólistája szerint a görösgáli (garasgáli) keza helységei közül Kadarkúton 7 ház, Szentkirályon 2 ház, Szentimrén 1 ház fizetett adót. Körmendpuszta az 1554. évi török kincstári adólajstrom szerint 2 házból állt. Az 1554-es fejadó-defter Kadarkúton hét családfőt írt össze, akik: Kutera Ferenc, Cse Antal, Fodor Gergel, Nagy Ferenc, Hirvát Kelemen, Veres Benedik, Varga Tamás.
A pécsi vilajethez tartozó mohácsi szandzsák 1565–1566 évi fejadó-deftere szerint a törököknek a garasgáli náhije községei közül Kadarkúton 3 ház, a kaposvári náhijéból Szentimrén 4 ház adózott. A szigetvári vilajet 1571. évi fejadó-deftere szerint a garasgáli náhijéból Kadarkúton 22, Szentkirályon 3, a pécsi szandzsák kaposvári náhiéjához tartozó Körmenden 5, Szent Imrén 4 ház fizetett adót. Az 1571-es fejadó-defter Kadarkúton 19 családfőt írt össze: Cse Antal, Verös Benedik, Varga Tamás, Szabó János, Kosi Vince, Veres Márton, Szőke György, Gyalus János, Gyalus Imre, Gyalus Balázs, Kis Boldizsár, Bire Antal, Fejes Miklós, Házadi Mihály, Kovács Benedik, Baka István, Varga Imre, Fejes Sebestyén.
A szigetvári liva rúznámcséja szerint 1586–1587-ben a kanizsai náhijéhoz tartozott, később a szigetvári szandzsák részeként Kadarkút (Kodorkud) birtokait Juszuf bin Musztafára írták. 1582-ben 3 portáját írták össze a török adószedők. Utolsó török földesura Kücsök Zachim volt.

### A török alóli felszabadulástól és a dualizmus koráig
A török idők alatt a térség elnéptelenedett, a legtöbb épület elpusztult. A 19. század idején a Somssich, a Mérey, a Márffy, a Vasdényei és a Dersffi családoknak voltak itt birtokai.

### A dualizmus korától napjainkig
1936–1949 között közigazgatásilag Kadarkúthoz tartozott Kőkút település is. A városi rangot 2005-ben kapta meg.

## Közélete

### Polgármesterei
- 1990–1994: Verkman József (független)[10]
- 1994–1998: Verkman József (független)[11]
- 1998–2002: Verkman József (független)[12]
- 2002–2006: Verkman József (független)[13]
- 2006–2010: Verkman József (Kadarkútért)[14]
- 2010–2014: Karsai József (Fidesz-KDNP)[15]
- 2014–2019: Karsai József (Fidesz-KDNP)[16]
- 2019–2024: Karsai József (Fidesz-KDNP)[17]
- 2024– : Karsai József (Fidesz-KDNP)[1]

## Népesség
A település népességének változása:
| Lakosok száma | 2516 | 2494 | 2435 | 2372 | 2328 | 2318 | 2303 |
|               | 2013 | 2014 | 2015 | 2021 | 2022 | 2023 | 2024 |

2303 fő (2024. jan. 1.)
A 2011-es népszámlálás során a lakosok 93,3%-a magyarnak, 0,9% németnek, 5,3% cigánynak, 0,2% horvátnak  mondta magát (6,6% nem nyilatkozott; a kettős identitások miatt a végösszeg nagyobb lehet 100%-nál). A vallási megoszlás a következő volt: római katolikus 61,8%, református 10,8%, evangélikus 0,7%, izraelite 0,2%,  görögkatolikus 0,1%, felekezet nélküli 10,6% (13,5% nem nyilatkozott).
2022-ben a lakosság 89,9%-a vallotta magát magyarnak, 2,4% cigánynak, 0,5% németnek, 0,2% románnak, 0,2% horvátnak, 1,5% egyéb, nem hazai nemzetiségűnek (9,8% nem nyilatkozott; a kettős identitások miatt a végösszeg nagyobb lehet 100%-nál). Vallásuk szerint 36,5% volt római katolikus, 8,4% református, 0,6% evangélikus, 0,3% görög katolikus, 0,2% izraelita, 1,2% egyéb keresztény, 3% egyéb katolikus, 18,1% felekezeten kívüli (31,5% nem válaszolt).

## Nevezetességei
- Somogyszentimrei földvár (Nováki Gyula szerint bronzkori)
- Római katolikus templom (klasszicista, épült 1832-1840 között, tervezője és építője: Johann Felder)
- Református templom (neogótikus, épült 1905–1906 között, tervezője és építője: Károlyi Emil és Schlauch Imre)
- Vótapuszta kastélyépület (1910–1911 között épült, építtetője Somssich Géza)
- Hősök tere – Hősi emlékmű (állították: 1924)
- Szabadkai Tibor magánarborétuma

## Híres emberek
- Itt született Bokor József (1843–1917), A Pallas nagy lexikonának szerkesztője
- Itt született Turányi Gábor (1948–2020), Ybl Miklós-díjas építész
- Csokonai Vitéz Mihály sokszor megfordult a környéken.[20]
- Itt élt 1865-1886 között Halka Sámuel (Kocs, 1817–Kadarkút, 1886. május 24.) református lelkész, teológiai író.
- Itt született Jálics Ernő (1895–1964) szobrászművész, a Balatoni Művésztelep egyik alapító tagja, a kaposvári Csiky Gergely Színház parkjában álló 44-es gyalogezred-emlékmű alkotója.

Kadarkúton született Hollósi  Eszter ( Halmágyi Ivánné), aki 12 èvig volt országgyűlési képviselője  Makó körzetének.

## Testvértelepülései
- Veliko Trojstvo, Horvátország - Az Együttműködési és településpartnerségi egyezményt 2006. július 29-én írták alá Kadarkúton.
- Voitsberg, Ausztria - Kadarkút, Voitsberg és Veliko Trojstvo 3 oldali Partnerségi együttműködési megállapodását írtak alá 2008. augusztus 2-án.
- Ozsdola, Kovászna megye, Erdély, Románia - A testvértelepülési kapcsolat létesítéséről szóló okmányt 2016. augusztus 6-án írták alá Kadarkúton.

A fenti megállapodások aláírására az adott évi kadarkúti városnapi rendezvények idején tartott ünnepi közgyűlések keretében került sor.